# 新義州特別行政区
新義州特別行政区（シニジュとくべつぎょうせいく）は、朝鮮民主主義人民共和国（北朝鮮）の新義州市付近にある中華人民共和国との国境地帯に設定された特別行政区。
かつては平安北道に属していたが、2001年1月に中国の上海を訪れて北朝鮮の改革開放に意欲を示した金正日によって、2002年4月に新義州市とその周辺の町の一部を範囲（下記を参照）として本格的な市場経済を試験導入するべく設定された。同行政区においては、約50年にわたる自主立法権・自主司法権・自主行政権という一国二制度に近い高度な自治権が認められた。
同行政区の初代行政長官には、中国系オランダ人実業家の楊斌が就任するも楊が脱税などの容疑で中国政府により身柄を拘束されたのを機に、同行政区は事実上凍結状態になり、2011年から中国は同行政区に含まれていた威化島に限定して新義州での経済協力を再開させた。
2014年7月23日に同行政区は「新義州国際経済地帯」に移行すると発表された。

## 新義州特別行政区の範囲
新義州市
関門洞、本部洞、新元洞、駅前洞、青松洞、芹花洞、白沙洞、白雲洞、彩霞洞、5・1洞、鴨江洞、南上洞、南西洞、南中洞、南下洞、改革洞、解放洞、平和洞、敏浦洞、南松洞、新南洞、新浦洞、水門洞、南敏洞、東下洞、東中洞、東上洞、親善1洞、親善2洞、紡織洞、麻田洞、下端里、上端里、多智里、城西里、仙山洞の一部、烟下洞の一部、送鷴洞の一部、柳上1洞の一部、蓮上1洞の一部、白土洞の一部、土城里の一部、柳草里の一部
義州郡
西湖里、弘南里の一部、台山里の一部
塩州郡
多獅労働者区の一部、石岩里の一部
鉄山郡
梨花里の一部、錦山里の一部